# Championnats d'Europe d'haltérophilie 1947
Navigation
Édition précédente Édition suivante
Les championnats d'Europe d'haltérophilie 1947, vingt-septième édition des championnats d'Europe d'haltérophilie, ont eu lieu en 1947 à Helsinki, en Finlande.

## Résultats
| Catégorie | Or              | Or       | Argent            | Argent   | Bronze           | Bronze   |
| --------- | --------------- | -------- | ----------------- | -------- | ---------------- | -------- |
| 56 kg     | Iwan Azdarow    | 292,5 kg | Aleksandr Donskoj | 282,5 kg | Henri Moulins    | 272,5 kg |
| 60 kg     | Arvid Andersson | 320 kg   | Jewgienij Lopatin | 310 kg   | Moisej Kasjanik  | 310 kg   |
| 67,5 kg   | Israel Mehanik  | 330 kg   | Georgi Popow      | 330 kg   | Lauri Kinnunen   | 315 kg   |
| 75 kg     | Nikolaj Šatow   | 367,5 kg | Aleksandr Božko   | 355 kg   | Georges Firmin   | 340 kg   |
| 82,5 kg   | Grigorij Nowak  | 410 kg   | Juhani Vellamo    | 365 kg   | Laftulla Kašajew | 360 kg   |
| + 82,5 kg | Jakow Kutsenko  | 432,5 kg | Niels Petersen    | 377,5 kg | Nikołaj Łaputin  | 377,5 kg |